# 雷吉·乔丹
雷金纳德·乔丹（英語：Reginald Jordan，1968年1月26日—），美国NBA联盟前职业篮球运动员。